# Saint-Christophe-le-Chaudry
Saint-Christophe-le-Chaudry là một xã trong tỉnh Cher, thuộc vùng hành chính Centre-Val de Loire của nước Pháp, có dân số là 133 người (thời điểm 1999). Xã nằm khoảng 50 km về phía nam của thành phố Bourges.

## Nhân khẩu học
| 1962 | 1968 | 1975 | 1982 | 1990 | 1999 |
| ---- | ---- | ---- | ---- | ---- | ---- |
| 183  | 210  | 171  | 123  | 120  | 133  |